# Hippolyt Kempf
Hippolyt Marcel Kempf (Lucerna, 10 de diciembre de 1965) es un deportista suizo que compitió en esquí en la modalidad de combinada nórdica.
Participó en tres Juegos Olímpicos de Invierno, entre los años Calgary 1988 y 1994, obteniendo en total tres medallas,oro y  plata en Calgary 1988, en el trampolín normal + 15 km individual y en la prueba por equipo (junto con Andreas Schaad y Fredy Glanzmann), y bronce en Lillehammer 1994, en la prueba por equipo (con Jean-Yves Cuendet y Andreas Schaad).
Ganó una medalla de plata en el Campeonato Mundial de Esquí Nórdico de 1989, en la prueba por equipo.

## Palmarés internacional
| Juegos Olímpicos   | Juegos Olímpicos      | Juegos Olímpicos  | Juegos Olímpicos          |
| Año                | Lugar                 | Medalla           | Prueba                    |
| ------------------ | --------------------- | ----------------- | ------------------------- |
| 1988               | Calgary (Canadá)      | Medalla de oro    | TN + 15 km individual     |
| 1988               | Calgary (Canadá)      | Medalla de plata  | TN + 3 × 10 km por equipo |
| 1994               | Lillehammer (Noruega) | Medalla de bronce | TN + 3 × 10 km por equipo |
| Campeonato Mundial |                       |                   |                           |
| Año                | Lugar                 | Medalla           | Prueba                    |
| 1989               | Lahti (Finlandia)     | Medalla de plata  | TN + 3 × 10 km por equipo |